# Armando Álvarez
Armando Álvarez Álvarez (Colmar, Francia, 18 de julio de 1970), conocido deportivamente como Álvaro, es un exfutbolista español. Jugaba como defensa lateral derecho y desarrolló su carrera en varios equipos de la Primera División española: Real Oviedo, Deportivo de La Coruña, Real Mallorca y Atlético de Madrid. Además, fue internacional con la selección de fútbol de España. Actualmente es comentarista de los partidos del Real Oviedo en RPA (Radio del Principado de Asturias).

## Trayectoria
Hijo de emigrantes españoles, Armando Álvarez nació en Francia, aunque con siete años se trasladó con su familia a León. En 1987 ingresó en las categorías inferiores del Real Oviedo.
La temporada 1991/92 empezó a destacar en el filial ovetense, el Vetusta, alcanzando la internacionalidad sub-21 con España. Ello, unido a las bajas en el primer equipo, llevaron a Javier Irureta a hacerle debutar en Primera División, el 15 de marzo de 1992, ante el CA Osasuna. Su buena actuación le permitió hacerse hueco como titular en el primer equipo esa misma campaña. Durante cuatro temporadas más fue el lateral derecho titular del equipo asturiano, hasta que el verano de 1996 fichó por el Deportivo de La Coruña, como una petición expresa del técnico John Toshack.
En el club gallego se afianzó rápidamente como titular y logró clasificarse en dos ocasiones para la Copa de la UEFA, siendo su mayor éxito el tercer puesto alcanzado en la liga 96-97. Una vez finalizado su contrato de tres años con el Deportivo, y a pesar del interés manifestado por el Real Madrid, la temporada 1999-2000 acabó fichando por el Real Mallorca. Su aportación en la isla fue más discreta que en etapas anteriores y sólo participó en 31 encuentros de liga en dos años.
En julio de 2001, junto con su compañero Germán Burgos, fue traspasado al Atlético de Madrid, por entonces en Segunda División. En su primer año con los rojiblancos fue uno de los puntales del equipo que logró el ascenso a Primera División.
Sin embargo, empezó temporada 2002/03 marcado por una lesión en la rodilla izquierda y, finalmente, se quedó prácticamente inédito, jugando sólo 13 minutos en un partido de liga.
Tras finalizar su contrato con el Atlético, el 30 de junio de 2003 y a pesar de tener una oferta del Rayo Vallecano, Armando colgó las botas con 33 años.

## Selección nacional
Fue internacional en dos ocasiones con la selección de España. Javier Clemente le hizo debutar el 18 de diciembre de 1996 en un partido de clasificación para el Mundial de 1998 ante Malta en La Valleta. Armando saltó al terreno de juego en lugar de Belsue para disputar los últimos veinte minutos. Su segundo y último partido internacional fue el 12 de febrero de 1997, también contra Malta.
Anteriormente, había sido internacional con la selección sub-21 de España. Formó parte de la preselección olímpica para los Juegos de Barcelona 92 —donde España obtuvo la medalla de oro— aunque finalmente fue descartado por Vicente Miera.

## Clubes
| Club                   | País   | Año        |
| ---------------------- | ------ | ---------- |
| SD Vetusta             | España | 1989-1992  |
| Real Oviedo            | España | 1992-1996  |
| Deportivo de La Coruña | España | 1996-1999  |
| RCD Mallorca           | España | 1999- 2001 |
| Atlético de Madrid     | España | 2001-2003  |